# Episodi di Only Murders in the Building (prima stagione)
La prima stagione della serie televisiva Only Murders in the Building, composta da dieci episodi, è stata pubblicata dal 31 agosto al 19 ottobre 2021, sul servizio di video on demand Hulu negli Stati Uniti.
In Italia è stata pubblicata in contemporanea su Disney+, come Star Original.
Il cast principale di questa stagione è composto da Steve Martin, Martin Short, Selena Gomez, Aaron Dominguez e Amy Ryan.
| nº | Titolo originale                     | Titolo italiano                    | Pubblicazione USA | Pubblicazione Italia |
| -- | ------------------------------------ | ---------------------------------- | ----------------- | -------------------- |
| 1  | True Crime                           | True crime                         | 31 agosto 2021    | 31 agosto 2021       |
| 2  | Who Is Tim Kono?                     | Chi è Tim Kono?                    | 31 agosto 2021    | 31 agosto 2021       |
| 3  | How Well Do You Know Your Neighbors? | Quanto conosci bene i tuoi vicini? | 31 agosto 2021    | 7 settembre 2021     |
| 4  | The Sting                            | La trappola                        | 7 settembre 2021  | 14 settembre 2021    |
| 5  | Twist                                | Colpo di scena                     | 14 settembre 2021 | 21 settembre 2021    |
| 6  | To Protect and Serve                 | Dopo un'ispezione più accurata     | 21 settembre 2021 | 28 settembre 2021    |
| 7  | The Boy from 6B                      | Il ragazzo della 6B                | 28 settembre 2021 | 5 ottobre 2021       |
| 8  | Fan Fiction                          | Fan fiction                        | 5 ottobre 2021    | 12 ottobre 2021      |
| 9  | Double Time                          | Doppio tempo                       | 12 ottobre 2021   | 19 ottobre 2021      |
| 10 | Open and Shut                        | Apri e chiudi                      | 19 ottobre 2021   | 19 ottobre 2021      |

## True crime
- Titolo originale: True Crime
- Diretto da: Jamie Babbit
- Scritto da: Steve Martin e John Hoffman

### Trama
Charles e Oliver corrono in una camera del palazzo e trovano Mabel accanto a un cadavere.
Due mesi prima dell'evento, i tre sono ancora sconosciuti gli uni agli altri: Charles-Haden Savage è un ex attore televisivo misantropo, Oliver Putnam un fallito regista di Broadway e Mabel Mora una giovane restauratrice di appartamenti. Il trio vive nel complesso residenziale newyorkese Arconia e si incontrano per caso in un ascensore insieme a un altro inquilino del palazzo, Tim Kono. Più tardi l'edificio viene evacuato per un allarme antincendio; ritrovandosi in un bar, scoprono di condividere la passione per un podcast True Crime intitolato Non c'è niente di ok in Oklahoma. Successivamente vengono a sapere che Tim è morto e, nonostante la polizia archivi il caso come suicidio, i tre si insospettiscono e cominciano a indagare. Trovano diverse prove, come la telefonata di Tim origliata in ascensore e un pacco indirizzato a lui contenente un anello di fidanzamento; durante le indagini, i tre aprono un podcast che chiamano Only Murders in the Building. Nel frattempo, il trio cerca di gestire i propri problemi personali: Oliver ha un rapporto difficile con il figlio, Charles soffre di solitudine e Mabel fatica a fidarsi delle persone. Inoltre quest'ultima, a insaputa dei compagni, conosceva Tim da prima della sua morte.
- Guest star: Vanessa Aspillaga (Ursula), Ryan Broussard (Will Putnam), Julian Cihi (Tim Kono), Quincy Dunn-Baker (Kev), Tina Fey (Cinda Canning), Jackie Hoffman (Uma Heller), Jayne Houdyshell (Bunny Folger), Maulik Pancholy (Arnav), Da'Vine Joy Randolph (Donna Williams).

## Chi è Tim Kono?
- Titolo originale: Who Is Tim Kono?
- Diretto da: Jamie Babbit
- Scritto da: Kirker Butler

### Trama
Per scoprire di più su Kono, i tre partecipano alla commemorazione funebre a lui dedicata che si svolge all'Arconia. Si scopre che Tim era estremamente impopolare tra gli altri residenti del palazzo a causa del suo comportamento, tanto che gli inquilini provano indifferenza o persino piacere per la sua morte e sono più dispiaciuti per la morte della gatta di uno degli inquilini. Il trio entra nell'appartamento del morto in cerca di altri indizi, sebbene i rapporti tra loro siano tesi a causa della mancanza di fiducia reciproca. Mabel registra un video in privato in cui ammette di conoscere Tim da quando erano bambini, diventando amici tramite i libri degli Hardy Boys e iniziando a risolvere finti misteri insieme. A loro si unirono altri due amici, Zoe e Oscar, finché una notte di dieci anni prima Zoe morì durante la festa di Capodanno a cui stavano partecipando. Oscar venne arrestato per il suo omicidio in quanto aveva discusso con lei all'inizio della serata e Tim, pur rivelando a Mabel di aver visto qualcun altro litigare con Zoe prima della sua morte, non disse nulla alla polizia. Ciò portò alla separazione tra lui e Mabel, promettendo di comportarsi "come se non si conoscessero" pur vivendo nello stesso edificio. Successivamente Mabel torna nell'appartamento di Tim e scopre che aveva nascosto dei gioielli e alcuni dei suoi vecchi disegni.
- Guest star: Vanessa Aspillaga (Ursula), James Caverly (Theo Dimas), Julian Cihi (Tim Kono), Michael Cyril Creighton (Howard Morris), Jackie Hoffman (Uma Heller), Jayne Houdyshell (Bunny Folger), Zainab Jah (Ndidi Idoko), Russell G. Jones (Dr. Grover Stanley).

## Quanto conosci bene i tuoi vicini?
- Titolo originale: How Well Do You Know Your Neighbors?
- Diretto da: Gillian Robespierre
- Scritto da: Ben Smith

### Trama
Charles, Oliver e Mabel incentrano i sospetti su Howard, un inquilino in possesso di una gatta morta lo stesso giorno di Tim e le cui impronte sono state trovate nel sangue di Kono. Oliver rischia di essere sfrattato in quanto è in ritardo con i pagamenti delle bollette e convince il suo vecchio socio Teddy a sponsorizzare il podcast realizzato con i compagni. Nell'appartamento di Tim, Mabel trova un biglietto con su riportati la data e il luogo di un incontro previsto con un tale "GM". Oliver sospetta di un altro inquilino, il noto cantautore Sting; successivamente trova una minaccia fuori dalla sua porta che intima a lui e ai compagni di smettere di realizzare il podcast e scopre che il suo bulldog è stato avvelenato.
- Guest star: Vanessa Aspillaga (Ursula), James Caverly (Theo Dimas), Michael Cyril Creighton (Howard Morris), Jackie Hoffman (Uma Heller), Jayne Houdyshell (Bunny Folger), Zainab Jah (Ndidi Idoko), Russell G. Jones (Dr. Grover Stanley), Nathan Lane (Teddy Dimas), Adriane Lenox (Roberta), Sting (se stesso).

## La trappola
- Titolo originale: The Sting
- Diretto da: Gillian Robespierre
- Scritto da: Kristin Newman

### Trama
Oliver sospetta che Sting abbia avvelenato il suo cane e chiede aiuto a Charles e Mabel per dimostrare la sua colpevolezza. Dopo aver consultato Cinda Canning, autrice del loro podcast preferito, i tre interrogano Sting e scoprono che Tim era il suo ex agente di scambio, che ha licenziato in un impeto d'ira dopo che Kono aveva perso una notevole somma del suo denaro; Sting si sente responsabile in quanto in quell'occasione gli augurò di suicidarsi, rimanendo sollevato quando si rende conto che la morte di Kono è probabilmente un omicidio. Charles esce con Jan e, nonostante l'uscita non vada bene, lei accetta di dargli una seconda occasione quando l'uomo le confida una storia personale in cui spiega il motivo del suo comportamento. Mabel trova un collegamento tra i gioielli che ha trovato nell'appartamento di Tim e il figlio di Oliver, Will, rivela a Charles e al padre che Mabel da giovane frequentava Kono. Un flashforward di qualche mese dopo rivela che Charles, Oliver e Mabel sono l'argomento del nuovo podcast di Cinda, Only Murderers in the Building.
- Guest star: Ryan Broussard (Will Putnam), Tina Fey (Cinda Canning), Maulik Pancholy (Arnav), Sting (se stesso), Adina Verson (Poppy White).

## Colpo di scena
- Titolo originale: Twist
- Diretto da: Don Scardino
- Scritto da: Thembi L. Banks

### Trama
Mabel viene seguita dal "tizio psichedelico" che si scopre essere il suo vecchio amico Oscar, appena uscito di prigione per il presunto omicidio di Zoe. Charles e Oliver iniziano a pedinarli sospettando della ragazza, che si reca con Oscar nel negozio di tatuaggi a Long Island gestito dal losco cugino di lei. I due affrontano Mabel che ammette il suo legame con Tim, mentre Oscar ammette di essersi introdotto nell'Arconia durante l'allarme antincendio; lui sostiene di non avere ucciso Tim, ma di aver sentito uno sparo mentre si trovava fuori dalla sua porta.
- Guest star: Esteban Benito (Tavo Mora), Jacob Ming-Trent (Lucian), Roy Wood Jr. (Vaughn).

## Dopo un'ispezione più accurata
- Titolo originale: To Protect and Serve
- Diretto da: Don Scardino
- Scritto da: Madeleine George e Kim Rosenstock

### Trama
La madre di Mabel sopraggiunge nel negozio di tatuaggi e successivamente invita a cena Mabel e i suoi amici, dimostrandosi contraria all'idea che lei investighi sulla morte di Tim e soffermandosi sul suo traumatico passato, ma la ragazza la convince che intende proseguire. La detective Williams si rende conto che il caso di Kono è stato chiuso troppo in fretta, quindi consegna di nascosto il cellulare di Tim a Mabel affinché lei e i compagni possano continuare a indagare. Il podcast del trio viene menzionato nello show di Jimmy Fallon e Teddy, entusiasta per il successo, consegna a Charles e Oliver un assegno di 50 000 dollari per proseguire con la realizzazione di altri tre episodi. Charles nota che l'assegno proviene dalla società Angel, lo pseudonimo utilizzato da Tim per riferirsi al trafficante di gioielli con cui aveva a che fare.
- Guest star: Esteban Benito (Tavo Mora), Alysha Deslorieux (Kiara), Jimmy Fallon (se stesso), Tina Fey (Cinda Canning), Mandy Gonzalez (Silvia Mora), Nathan Lane (Teddy Dimas), Da'Vine Joy Randolph (Donna Williams).

## Il ragazzo della 6B
- Titolo originale: The Boy from 6B
- Diretto da: Cherien Dabis
- Scritto da: Stephen Markley e Ben Philippe

### Trama
Theo, figlio sordo di Teddy, spia il trio e si introduce nel loro appartamento per fotografare la loro bacheca dei sospettati; informa il padre che stanno indagando su di loro, ma Teddy non se ne avvede. Charles e Mabel si introducono nell'appartamento di Teddy e scoprono una stanza segreta contenente urne cinerarie di un'impresa di pompe funebri. I due se ne vanno prima dell'arrivo di Theo, che però si accorge di un guanto di gomma che si sono dimenticati. Charles ha un appuntamento con Jan, mentre Oliver e Mabel vanno a indagare nell'impresa di pompe funebri; i due trovano una stanza nascosta con dentro dei gioielli e scoprono Theo nell'atto di derubare i cadaveri, ma vengono beccati. Theo rapisce Mabel e Oliver, legandoli e trasportandoli in un posto sconosciuto, ma prima i due inviano a Charles un messaggio in cui gli dicono che la password del cellulare di Tim potrebbe essere "Theo". La loro intuizione si rivela corretta e Charles riesce a sbloccare il cellulare.
Dei flashback rivelano che Theo era innamorato di Zoe, la quale conosceva la lingua dei segni con cui comunicare con lui; in un'occasione Theo scoprì che Zoe, durante un'indagine degli Hardy Boys, rubò dall'appartamento di Teddy un anello ma glielo fece tenere. Quando Teddy lo scoprì a Capodanno, Theo andò dalla ragazza per farselo restituire e in un diverbio accidentalmente la spinse giù dal tetto causandone la morte. Kono assistette alla scena, quindi Teddy, informato dell'accaduto, minacciò di morte lui e Mabel se avesse parlato.
- Nota: L'episodio non presenta dialoghi udibili in correlazione alla narrazione di Theo; le parti dal suo punto di vista non presentano neppure rumori di fondo.
- Guest star: James Caverly (Theo Dimas), Julian Cihi (Tim Kono), Jackie Hoffman (Uma Heller), Russell G. Jones (Dr. Grover Stanley), Nathan Lane (Teddy Dimas), Olivia Reis (Zoe Cassidy)

## Fan fiction
- Titolo originale: Fan Fiction
- Diretto da: Cherien Dabis
- Scritto da: Matteo Borghese e Rob Turbovsky

### Trama
Theo porta Mabel e Oliver da Teddy, il quale li riporta all'Arconia ordinando loro di concludere il podcast confermando che Tim si sia suicidato così da far assolvere lui e il figlio, minacciandoli implicitamente di morte. La detective Williams suggerisce al trio di usare il podcast per esporre tutte le prove raccolte finora; in cerca di una nuova prospettiva sul caso, Oliver invita alcuni fan accaniti del podcast per aiutare il gruppo a indagare sull'omicidio in tempo per il brusco finale. Jan provoca distrazioni a Charles, quindi Oliver e Mabel la mandano via; rientrando nel suo appartamento, la donna trova un messaggio di avvertimento affisso sulla porta. Il finale del podcast viene presentato in anteprima e include le prove incriminanti dei Dimas per le morti di Tim e Zoe. Williams realizza successivamente che Teddy e Theo non sono coinvolti nell'omicidio di Tim in quanto l'autopsia rivela che è stato avvelenato e i filmati di sicurezza dell'allarme antincendio dimostrano che i Dimas si trovavano all'esterno dell'edificio nel momento in cui hanno sparato a Tim. Charles si reca nell'appartamento di Jan per farsi perdonare, trovando la donna sanguinante e priva di sensi.
- Guest star: Ryan Broussard (Will Putnam), James Caverly (Theo Dimas), Julian Cihi (Tim Kono), Jackie Hoffman (Uma Heller), Jayne Houdyshell (Bunny Folger), Nathan Lane (Teddy Dimas), Daniel Oreskes (Marv),  Da'Vine Joy Randolph (Donna Williams), Ali Stroker (Paulette), Jaboukie Young-White (Sam).

## Doppio tempo
- Titolo originale: Double Time
- Diretto da: Jamie Babbit
- Scritto da: John Hoffman e Kristin Newman

### Trama
Nel loro podcast, il trio ritratta l'accusa contro Teddy e Theo per aver ucciso Tim. Jan viene supportata da Charles nella guarigione per la coltellata; Charles riceve la visita della sua ex controfigura, Sazz Pataki, che viene integrata nelle indagini da Oliver e Mabel. In seguito viene convocata una riunione del palazzo in quanto numerosi inquilini si lamentano che il podcast sta facendo cattiva pubblicità all'edificio e, nonostante Charles affermi che chiuderanno il programma, viene presa la decisione di sfrattare i tre. Oliver e Mabel cercano di trovare una nuova pista per convincere Charles a non abbandonare le indagini e ipotizzano che Tim avesse una fidanzata segreta, teoria apparentemente confermata dalla vicina di Tim. Charles viene convinto da Sazz ad assistere al concerto di Jan, ma nota che una giovane ragazza sostituisce Jan nel ruolo di prima fagottista; frattanto, Oliver e Mabel trovano un pulitore di fagotti tra i giocattoli sessuali di Tim.
- Guest star: Vanessa Aspillaga (Ursula), Michael Cyril Creighton (Howard Morris), Jackie Hoffman (Uma Heller), Jayne Houdyshell (Bunny Folger), Jane Lynch (Sazz Pataki), Zainab Jah (Ndidi Idoko), Russell G. Jones (Dr. Grover Stanley).

## Apri e chiudi
- Titolo originale: Open and Shut
- Diretto da: Jamie Babbit
- Scritto da: John Hoffman e Rachel Burger

### Trama
Jan si rivela essere l'assassina: la fagottista era coinvolta in una relazione sessuale con Tim ma, dopo essere stata lasciata da lui, lo uccise per gelosia credendo erroneamente che avesse un'altra donna. Durante le indagini, inoltre, si pugnalò da sola per deviare i sospetti. Charles riesce a registrare di nascosto una sua confessione ma viene avvelenato e Jan decide di uccidere tutti i residenti dell'Arconia progettando una fuga di gas poiché sanno troppo a causa del podcast. Oliver e Mabel setacciano l'appartamento di Jan trovando le prove che sia stata lei ad assassinare Tim, quindi recuperano Charles e si dirigono nel seminterrato. Jan minaccia di sparare loro con una pistola ma i tre riescono a metterla fuori combattimento e a farla arrestare. Tempo dopo, con Charles guarito, il trio festeggia il loro successo; Mabel va a prendere dello champagne e Oliver e Charles ricevono un messaggio anonimo che avverte loro di lasciare subito l'edificio.
Tornando alla scena che ha aperto la serie, Oliver e Charles corrono da Mabel nel suo appartamento per avvertirla e la trovano coperta di sangue accanto al cadavere di Bunny, l'amministratrice dell'Arconia che era sempre stata loro ostile. Mabel spiega di aver trovato il cadavere e che qualcuno ha ucciso la donna con i suoi ferri da calza, ma in quel momento sopraggiunge la polizia che li arresta davanti a tutti.
- Guest star: Vanessa Aspillaga (Ursula), Ryan Broussard (Will Putnam), Julian Cihi (Tim Kono), Michael Cyril Creighton (Howard Morris), Tina Fey (Cinda Canning), Jackie Hoffman (Uma Heller), Jayne Houdyshell (Bunny Folger), Zainab Jah (Ndidi Idoko), Russell G. Jones (Dr. Grover Stanley), Daniel Oreskes (Marv), Maulik Pancholy (Arnav), Da'Vine Joy Randolph (Donna Williams), Ali Stroker (Paulette), Adina Verson (Poppy White), Jaboukie Young-White (Sam).